# Instant Mom/Episodenliste

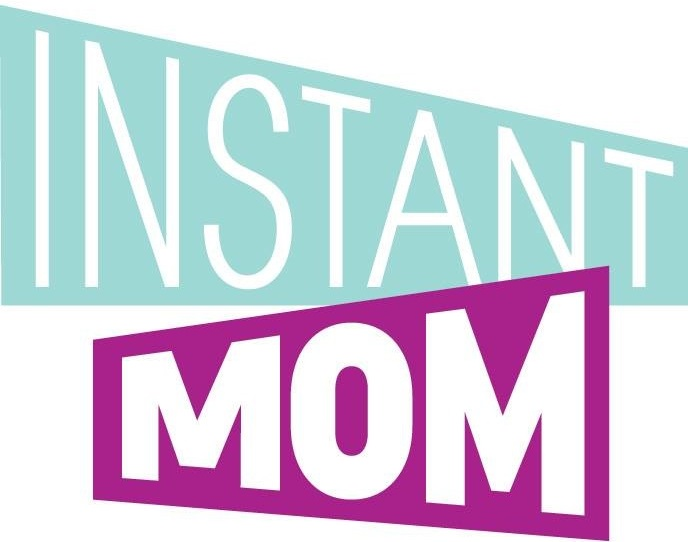
Logo zur Serie

Diese Episodenliste enthält alle Episoden der US-amerikanischen Comedyserie Instant Mom, sortiert nach der US-amerikanischen Erstausstrahlung. Diese Fernsehserie umfasst drei Staffeln mit 59 Episoden.

## Übersicht
| Staffel | Episodenanzahl | Erstausstrahlung USA | Erstausstrahlung USA | Deutschsprachige Erstausstrahlung | Deutschsprachige Erstausstrahlung |
| Staffel | Episodenanzahl | Staffelpremiere      | Staffelfinale        | Staffelpremiere                   | Staffelfinale                     |
| ------- | -------------- | -------------------- | -------------------- | --------------------------------- | --------------------------------- |
| 1       | 23             | 29. September 2013   | 12. Juni 2014        | 10. Januar 2015                   | 26. Juli 2015                     |
| 2       | 16             | 2. Oktober 2014      | 3. Juni 2015         | 28. Juni 2015                     | 18. November 2015                 |
| 3       | 26             | 19. September 2015   | 19. Dezember 2015    | 20. November 2015                 | 15. September 2016                |

## Staffel 1
Die Erstausstrahlung der ersten Staffel war vom 29. September 2013 bis zum 12. Juni 2014 auf dem US-amerikanischen Fernsehsender Nick at Nite zu sehen. Die deutschsprachige Erstausstrahlung soll ab dem 10. Januar 2015 auf Nickelodeon gesendet werden.
| Nr. (ges.) | Nr. (St.) | Deutscher Titel                   | Originaltitel                       | Erstausstrahlung USA | Deutschsprachige Erstausstrahlung (D) | Regie                | Drehbuch                                                                                                 | Zuschauer (USA) |
| ---------- | --------- | --------------------------------- | ----------------------------------- | -------------------- | ------------------------------------- | -------------------- | --- | --------------- |
| 1          | 1         | Pilot                             | Pilot                               | 29. Sep. 2013        | 10. Jan. 2015                         | John Fortenberry     | Handlung: Jessica Butler & Warren Bell Schauspiel: Jessica Butler & Warren Bell and Howard Michael Gould | 1,27 Mio.       |
| 2          | 2         | Lügen haben kurze Beine           | The Lying Game                      | 6. Okt. 2013         | 25. Jan. 2015                         | Victor Gonzalez      | Lori Kirkland Baker                                                                                      | 1,17 Mio.       |
| 3          | 3         | Musizieren und andere Talente     | Harp & Soul                         | 13. Okt. 2013        | 17. Jan. 2015                         | John Fortenberry     | Annie Levine & Jonathan Emerson                                                                          | 1,24 Mio.       |
| 4          | 4         | Ein knapper Meter Bosheit         | Forty-Two Inches of pure Evil       | 20. Okt. 2013        | 24. Jan. 2015                         | Victor Gonzalez      | Colin Garland                                                                                            | 1,30 Mio.       |
| 5          | 5         | Eine Brücke zwischen Jung und Alt | Not a Date                          | 27. Okt. 2013        | 1. Feb. 2015                          | Jody Margolin Hahn   | Matthew Claybrooks                                                                                       | 1,20 Mio.       |
| 6          | 6         | Momsters                          | Rock Mom                            | 3. Nov. 2013         | 8. Feb. 2015                          | Jonathan Judge       | Larry Doyle                                                                                              | 1,29 Mio.       |
| 7          | 7         | Die mit den Wölfinnen tanzt       | Dances with She-Wolves              | 10. Nov. 2013        | 18. Jan. 2015                         | John Fortenberry     | Regina Y. Hicks                                                                                          | 0,86 Mio.       |
| 8          | 8         | Blog, schütze uns                 | In Blog We Trust                    | 24. Okt. 2013        | 11. Jan. 2015                         | John Fortenberry     | Glenn Gers                                                                                               | 0,88 Mio.       |
| 9          | 9         | Das Fest der Liebe                | The Gift of the Maggies             | 8. Dez. 2013         | 20. Juni 2015                         | Steve Zuckerman      | Glenn Gers                                                                                               | 1,02 Mio.       |
| 10         | 10        | Der Überraschungs-Urlaub          | Staycation                          | 5. Jan. 2014         | 7. Feb. 2015                          | Jody Margolin Hahn   | Glenn Gers                                                                                               | 1,07 Mio.       |
| 11         | 11        | Dr.A und Dr.B                     | Babysit This                        | 12. Jan. 2014        | 15. Feb. 2015                         | Jonathan Judge       | Russ Woody                                                                                               | 1,14 Mio.       |
| 12         | 12        | Jonglieren                        | Dine Hard                           | 19. Jan. 2014        | 22. Feb. 2015                         | Victor Gonzalez      | Sean Presant                                                                                             |                 |
| 13         | 13        | Valentinstag                      | True Romance                        | 9. Feb. 2014         | 14. Feb. 2015                         | Shannon Flynn        | Annie Levine & Jonathan Emerson                                                                          |                 |
| 14         | 14        | Das Konzert                       | A Kids' Choice                      | 29. März 2014        | 26. Juli 2015                         | Howard Michael Gould | Howard Michael Gould & Regina Y. Hicks & Lori Kirkland Baker                                             | 3,44 Mio.       |
| 15         | 15        | Der Streik                        | Chore Money, Chore Problems         | 3. Apr. 2014         | 4. Juli 2015                          | Bryan Barber         | Yamara Taylor                                                                                            | 1,67 Mio.       |
| 16         | 16        | Mister Floppity                   | Requiem for Mr. Floppity            | 10. Apr. 2014        | 21. Feb. 2015                         | Roger Christiansen   | Russ Woody                                                                                               | 1,35 Mio.       |
| 17         | 17        | Kaufen und Verkaufen              | Buy Any Jeans Necessary             | 17. Apr. 2014        | 21. Juni 2015                         | John Fortenberry     | Sean Presant                                                                                             |                 |
| 18         | 18        | Afrika                            | Distant Mom                         | 24. Apr. 2014        | 5. Juli 2015                          | Shannon Flynn        | Colin Garland                                                                                            | 1,61 Mio.       |
| 19         | 19        | Der Camping Ausflug               | Camp Fear                           | 1. Mai 2014          | 27. Juni 2015                         | Jonathan Judge       | Lori Kirkland Baker                                                                                      | 1,61 Mio.       |
| 20         | 20        | Der Stief-Muttertag               | Not Your Mother's Day               | 8. Mai 2014          | 25. Juli 2015                         | Shannon Flynn        | Annie Levine & Jonathan Emerson                                                                          | 1,38 Mio.       |
| 21         | 21        | Die Auktion                       | The Last Auction Hero               | 29. Mai 2014         | 12. Juli 2015                         | Jonathan Judge       | Sean Presant                                                                                             | —               |
| 22         | 22        | 48 Stunden                        | 48 Hours                            | 5. Juni 2014         | 31. Jan. 2015                         | Victor Gonzalez      | Yamara Taylor                                                                                            | —               |
| 23         | 23        | Kleine Geheimnisse                | Should Old Acquaintance Be for Hire | 12. Juni 2014        | 18. Juli 2015                         | Jonathan Judge       | Glenn Gers                                                                                               | —               |

## Staffel 2
Die Erstausstrahlung der zweiten Staffel wird seit dem 2. Oktober 2014 auf dem US-amerikanischen Fernsehsender Nick at Nite gesendet. Eine deutschsprachige Erstausstrahlung wurde noch nicht gesendet.
| Nr. (ges.) | Nr. (St.) | Deutscher Titel              | Originaltitel              | Erstausstrahlung USA | Deutschsprachige Erstausstrahlung (D) | Regie            | Drehbuch                                                                   |
| ---------- | --------- | ---------------------------- | -------------------------- | -------------------- | ------------------------------------- | ---------------- | -------------------------------------------------------------------------- |
| 24         | 1         | Sanders ist wieder da        | Sanders Again              | 2. Okt. 2014         | 4. Nov. 2015                          | Victor Gonzalez  | Russ Woody                                                                 |
| 25         | 2         | Die lieben Nachbarn          | An Egg by Any Other Name   | 9. Okt. 2014         | 28. Juli 2015                         | Steve Zuckerman  | Russ Woody                                                                 |
| 26         | 3         | Gabbys Game-Boy              | Gabby's Game Boy           | 16. Okt. 2014        | 2. Nov. 2015                          | Shannon Flynn    | Handlung: Howard Michael Gould Schauspiel: Annie Levine & Jonathan Emerson |
| 27         | 4         | Süßes oder Saures            | Children of the Candy Corn | 23. Okt. 2014        | 10. Nov. 2015                         | Bryan Barber     | Yamara Taylor                                                              |
| 28         | 5         | Wa(h)re Freundschaft         | Teacher's Pest             | 6. Nov. 2014         | 5. Nov. 2015                          | Victor Gonzalez  | Sean Presant                                                               |
| 29         | 6         | James wird Profi             | James Goes Pro             | 13. Nov. 2014        | 3. Nov. 2015                          | Shannon Flynn    | Glenn Gers                                                                 |
| 30         | 7         | Geteiltes Leid               | Drill Team                 | 20. Nov. 2014        | 6. Nov. 2015                          | Victor Gonzalez  | Mike Langworthy                                                            |
| 31         | 8         | Die coole Clique             | Popular Mechanics          | 4. Dez. 2014         | 12. Nov. 2015                         | John Fortenberry | Glenn Gers                                                                 |
| 32         | 9         | Allein Zuhaus                | Not Full House             | 15. Apr. 2015        | 11. Nov. 2015                         | John Fortenberry | Regina Y. Hicks                                                            |
| 33         | 10        | Das Radrennen                | How You Bike Me Now        | 22. Apr. 2015        | 19. Juli 2015                         | Shannon Flynn    | Regina Y. Hicks                                                            |
| 34         | 11        | Überraschung                 | My Stupid Sweet Sixteen    | 29. Apr. 2015        | 18. Nov. 2015                         | Jonathan Judge   | Sean Presant                                                               |
| 35         | 12        | Morgenstund hat Gold im Mund | Yelly Monster              | 6. Mai 2015          | 11. Juli 2015                         | John Fortenberry | Yamara Taylor                                                              |
| 36         | 13        | Der Gast von nebenan         | Ain't Misbehavin' or Else  | 13. Mai 2015         | 13. Nov. 2015                         | Shannon Flynn    | Larry Doyle                                                                |
| 37         | 14        | Der Abschlussball            | Instant Prom               | 20. Mai 2015         | 17. Nov. 2015                         | Jonathan Judge   | Annie Levine & Jonathan Emerson                                            |
| 38         | 15        | Ein Tattoo für Gabby         | Don't Worry, Be Maggie     | 27. Mai 2015         | 16. Nov. 2015                         | Ken Levine       | Annie Levine & Jonathan Emerson                                            |
| 39         | 16        | Das Geisterhaus              | Ghost Busted               | 3. Juni 2015         | 9. Nov. 2015                          | Bryan Barber     | Jeny Batten & M. Dickson                                                   |

## Staffel 3
Im September 2014 verlängerte Nick at Nite die Serie um eine dritte Staffel, welche 26 Episoden umfasst.
| Nr. (ges.) | Nr. (St.) | Deutscher Titel              | Originaltitel             | Erstausstrahlung USA | Deutschsprachige Erstausstrahlung (D) | Regie                | Drehbuch                                                                              |
| ---------- | --------- | ---------------------------- | ------------------------- | -------------------- | ------------------------------------- | -------------------- | ------------------------------------------------------------------------------------- |
| 40         | 1         | Angsthasen                   | Fear Factor               | 19. Sep. 2015        | 24. Aug. 2016                         | Victor Gonzalez      | Regina Y. Hicks                                                                       |
| 41         | 2         | Maggies Geheimnisse          | Mysteries of Maggie       | 19. Sep. 2015        | 29. Aug. 2016                         | Sheldon Epps         | Glenn Gers                                                                            |
| 42         | 3         | Das Boot im Garten           | Ship of Fool              | 26. Sep. 2015        | 6. Sep. 2016                          | John Fortenberry     | Russ Woody                                                                            |
| 43         | 4         | Wie du mir, so ich dir       | No Retreat, No Surrender  | 26. Sep. 2015        | 23. Nov. 2015                         | Neel Keller          | Glenn Gers                                                                            |
| 44         | 5         | Bawamo Shazam                | Bawamo Shazam             | 3. Okt. 2015         | 25. Aug. 2016                         | Shannon Flynn        | Sean Presant                                                                          |
| 45         | 6         | Ms. Crazy und ihr Chauffeur  | Driving Ms. Crazy         | 3. Okt. 2015         | 26. Nov. 2015                         | Sheldon Epps         | Yamara Taylor                                                                         |
| 46         | 7         | Gewinnen und gewinnen lassen | Basket Case               | 10. Okt. 2015        | 23. Aug. 2016                         | Neel Keller          | Handlung: Jeny Batten & M. Dickson Schauspiel: Regina Y. Hicks & Howard Michael Gould |
| 47         | 8         | Liebe macht blind            | Turning a Blind Eye       | 10. Okt. 2015        | 25. Nov. 2015                         | Shannon Flynn        | Annie Levine & Jonathan Emerson                                                       |
| 48         | 9         | Schmutziger Wahlkampf        | Thumper for President     | 17. Okt. 2015        | 24. Nov. 2015                         | Howard Michael Gould | Jeny Batten & M. Dickson                                                              |
| 49         | 10        | Die rote Fälschung           | Bag Lady                  | 17. Okt. 2015        | 20. Nov. 2015                         | Jonathan Judge       | Yamara Taylor                                                                         |
| 50         | 11        | Aus dem Schneider            | Off the Hook              | 24. Okt. 2015        | 22. Aug. 2016                         | Howard Michael Gould | Yamara Taylor                                                                         |
| 51         | 12        | Jamal                        | Jamal in the Family       | 24. Okt. 2015        | 5. Sep. 2016                          | John Fortenberry     | Sean Presant                                                                          |
| 52         | 13        | Seegras und andere Allergien | Friendly Fire             | 31. Okt. 2015        | 19. Nov. 2015                         | Shannon Flynn        | Magda Liolis                                                                          |
| 53         | 14        | Die Eifersucht               | Two Guys and a Gabby      | 31. Okt. 2015        | 27. Nov. 2015                         | Sheldon Epps         | Sean Presant                                                                          |
| 54         | 15        | Die Revolte                  | Crimes of Fashion         | 7. Nov. 2015         | 1. Sep. 2016                          | John Fortenberry     | Sean Presant                                                                          |
| 55         | 16        | Völkerball-Dave              | Smarty Bowl               | 7. Nov. 2015         | 31. Aug. 2016                         | John Fortenberry     | Yamara Taylor                                                                         |
| 56         | 17        | Der Eignungstest             | S-A-Tease                 | 14. Nov. 2015        | 7. Sep. 2016                          | Howard Michael Gould | Annie Levine & Jonathan Emerson                                                       |
| 57         | 18        | Der Austauschschüler         | International Incident    | 14. Nov. 2015        | 2. Sep. 2016                          | Neel Keller          | Glenn Gers                                                                            |
| 58         | 19        | Das Geheimrezept             | Yoot There It Is          | 21. Nov. 2015        | 12. Sep. 2016                         | Neel Keller          | Glenn Gers                                                                            |
| 59         | 20        | Allein zur Schule            | Walk Like A Boy           | 21. Nov. 2015        | 8. Sep. 2016                          | Jonathan Judge       | Larry Doyle                                                                           |
| 60         | 21        | Nichts ist umsonst           | Dollar Sign               | 5. Dez. 2015         | 9. Sep. 2016                          | Ken Levine           | Annie Levine & Jonathan Emerson                                                       |
| 61         | 22        | Käfer-Alarm                  | Bug Out                   | 5. Dez. 2015         | 30. Aug. 2016                         | Sheldon Epps         | Annie Levine & Jonathan Emerson                                                       |
| 62         | 23        | Neue Freunde                 | Playa Hata                | 12. Dez. 2015        | 14. Sep. 2016                         | Neel Keller          | Yamara Taylor                                                                         |
| 63         | 24        | Charlie, der Klempner        | Hourly Rage               | 12. Dez. 2015        | 26. Aug. 2016                         | Shannon Flynn        | Jeny Batten & M. Dickson                                                              |
| 64         | 25        | Der Betrug                   | Gone Batty                | 19. Dez. 2015        | 13. Sep. 2016                         | Victor Gonzalez      | Jeny Batten & M. Dickson                                                              |
| 65         | 26        | Schluss ist erst am Ende     | Ain’t Over Till It’s Over | 19. Dez. 2015        | 15. Sep. 2016                         | Howard Michael Gould | Howard Michael Gould                                                                  |